# 龍徳 (黎朝)
龍徳（りゅうとく）は、ベトナム後黎朝の純宗が使用した元号。1732年 - 1735年。

## 西暦との対照表
| 龍徳 | 元年   | 2年    | 3年    | 4年    |
| 西暦 | 1732年 | 1733年 | 1734年 | 1735年 |
| 干支 | 壬子   | 癸丑   | 甲寅   | 乙卯   |